# Polypodium lepidotum
Polypodium lepidotum là một loài dương xỉ trong họ Polypodiaceae. Loài này được Willd. ex Schltdl. mô tả khoa học đầu tiên năm 1825.
Danh pháp khoa học của loài này chưa được làm sáng tỏ. 